# محمد غلام
محمد غلام (مولود في 19 فبراير 1978) هو لاعب كرة قدم قطري دولي سابق كان يلعب كلاعب وسط. حاليًا يشغل منصب المدير الرياضي في نادي السد القطري.

### بداية المسيرة
قضى محمد مسيرته الرياضية بأكملها في السد، بدءًا من الفريق الشاب في عام 1986، قبل أن ينضم إلى الفريق الأول في عام 1997.
تمكن الشاب من اثبات نفسه في الفريق الأول بحلول مطلع الألفية، في وقت بدأت فيه حقبة ذهبية أخرى للنادي. حقق العديد من الألقاب في فترة قصيرة، بما في ذلك درع الدوري القطري بعد فترة غياب استمرت 11 عامًا، بالإضافة إلى أول انتصار للنادي في بطولة الأندية العربية لأبطال الدوري في عام 2001.
في عام 2003، كان لمحمد شرف التسجيل في نهائيين، حيث فاز السد بالثنائية في بطولتي كأس ولي العهد وكأس الأمير.

### الرباعية
جاء أكبر إنجاز لتلك الحقبة في موسم 2006-2007، عندما أكمل السد القطري الرباعية المحلية، فائزًا بجميع الألقاب: كأس الشيخ جاسم، ودوري نجوم قطر، وكأس ولي العهد، وكأس الأمير. قاد محمد الفريق لجزء كبير من الموسم، بما في ذلك المباراتين النهائيتين في الكأسين الأخيرتين.
بعد رفع لقب كأس الأمير بالفوز في النهائي بركلات الترجيح على الخور، قال: "الانجاز في هذا الموسم لم يكن صدفة بل هو تخطيط لموسم كامل بذل فيه اللاعبون ايضا جهدا كبيرا حتى تحقق لهم ما يريدون في هذا اليوم الذي سيكون محفورا في تاريخ وذاكرة اللاعبين والاداريين والجماهير"

### التكريم
في 10 يناير 2012، خاض السد مباراة ودية مع نادي شالكه الألماني في تكريما لمحمد غلام. حضر بعض اللاعبين السابقين للمباراة، مثل فيليبي جورج الذي سجل الهدف الفاز به الفريق. الجدير بالذكر انه سجل محمد غلام هدف السد الوحيد في ضد ميلان الايطالي في مباراة وداع لأسطورة النادي السابق جفال راشد الكواري في عام 2009.

### المسيرة الدولية
بدأت مسيرة محمد الدولية مع قطر في فريق الشباب ثم انتقل إلى المنتخب الوطني الأول. شارك في ثلاثة نسخ لبطولة كأس آسيا.
أثناء مشاركته الأولى في بطولة كأس آسيا عام 2000، في الدورة الـ12 في لبنان، حصل محمد على فرصة المشاركة في مباراة الافتتاحية ضد أوزبكستان، وسجل هدفه الدولي الأول في الدقيقة 60. انتهت المباراة بالتعادل 1-1 بعد أن أدرك مرجلول قوسيموف التعادل لأوزبكستان.
واصل محمد اللعب في المباراتين الأخريين في المجموعة، ضد السعودية واليابان، والتي انتهت أيضًا بالتعادل. تأهلت قطر للدور النهائي للمسابقة للمرة الأولى كواحدة من أفضل الفرق التي احتلت المركز الثالث، وواجهت الصين في ربع النهائي. بدأ محمد مرة أخرى ولكن العنابي ودع البطولة بعد هزيمته الاولى.

## روابط خارجية
- محمد غلام على موقع الاتحاد الدولي (مؤرشف)  (الإنجليزية)
- محمد غلام على موقع قاعدة بيانات كرة القدم.إي يو (الإنجليزية)
- محمد غلام على موقع ناشيونال فوتبول تيمز (الإنجليزية)